# Bélgica en los Juegos Olímpicos de Los Ángeles 2028
Bélgica participará en los Juegos Olímpicos de Los Ángeles 2028. Responsable del equipo olímpico es el Comité Olímpico e Interfederal Belga, así como las federaciones deportivas nacionales de cada deporte con participación.